# Allegion
Allegion Plc, (NYSE: ALLE), är ett irländskt multinationellt bolag inom säkerhetsbranschen som är ledande leverantör av säkerhetsprodukter och -lösningar till privata- och företagskunder i mer än 120 länder världen över. De marknadsför och säljer 27 varumärken rörande bland annat inbrottslarm, billarm, passersystem, dörrlås, kameraövervakning, säkerhetsdörrar, biometrisk övervakning och identifiering och mekaniska- och halvmekaniska lås. Allegion har verksamheter i 35 länder och sysselsätter, per 31 december 2013, 8 000 anställda och där bolaget har en omsättning på nästan $2,1 miljarder.
Den 2 december 2013 bildades Allegion när det irländska industrikonglomeratet Ingersoll Rand plc avknoppade sin säkerhetsdivision i mån för att divisionen skulle bli ett självständigt bolag inom sin kärnverksamhet. Senare samma dag meddelades det att Allegion hade som avsikt att vara ett publikt aktiebolag och bli listad på New York Stock Exchange (NYSE). Aktien började officiellt handlas hos NYSE den 9 december samma år.